# Maniola iernes
Maniola iernes är en fjärilsart som beskrevs av Gary R. Graves 1930. Maniola iernes ingår i släktet Maniola och familjen praktfjärilar. Inga underarter finns listade i Catalogue of Life.